# Nano Sosa
Nano Sosa (nacido en 1974 en Córdoba, Argentina), también conocido como Fernando Gabriel Sosa, es ilustrador, artista de cómics y storyboard. Es reconocido por su trabajo en animación, cómics y proyectos culturales internacionales.

## Cómics y actividad cultural
Nano Sosa es una figura relevante en la escena del cómic en Córdoba. Organizó el programa "Comicazo" en la feria Feria del Libro y el Conocimiento de Córdoba en 2014 y 2015, promoviendo los cómics como un valor cultural. También coordinó la "Jornada del Humor" en 2015 en el Centro Cultural de Córdoba y el festival "Kidcómic" en 2016.

## Colaboraciones internacionales
Sosa ha trabajado con diversas editoriales y artistas de Latinoamérica y Europa. Ilustró los libros infantiles Tryllti tannlæknirinn (2020) y Síðasti hellisbúinn og geirfuglarnir (2021), publicados por Óðinsauga / Forlagið en Reikiavik.
También participó en el Humor Deva International Cartoon Contest en Rumanía (2021), mostrando su participación a nivel internacional.

## Trabajo en animación
Desde 2022, Nano Sosa trabaja como storyboard artist para la serie infantil Booba, producida por el estudio británico 3D Sparrow y distribuida mundialmente por Netflix.

## Control de autoridad
- VIAF: 3021167988962833830004
- GND: 1284073483